# 河村じゅん
河村 じゅん（かわむら じゅん）は、日本の漫画家。小学館の漫画雑誌「ちゃお」で執筆中。
2000年、『彼女のトップシークレット』（ちゃおDX夏号、小学館）でデビューした。

## 作品リスト

### 連載
- おはガール スターフルー2のスタフルマジック（2004年ちゃお11月号 - 2005年1月号）

### 読みきり
- 彼女のトップシークレット（2000年ちゃおDX夏号）
- 強気のラブファイター!（2000年ちゃおDX秋号）
- おしゃれ娘フルPOWER（2001年ちゃおDX春号）
- 恋する乙女とヒミツの魔法（2001年ちゃおDX初夏号）
- 彼女のいる教室（2001年ちゃおDX夏号）
- パーフェクト!?ゲーム（2002年ちゃおDX冬号）
- 君のためなら!!（2002年ちゃおDX初夏号）
- おジャマな恋ゴコロ（2003年ちゃおDX春号）
- 思いがけないハッピーデイズ（2003年ちゃお6月号別冊）
- 私の居場所（2003年ちゃおDX夏号）
- たたかうおしゃれ★ガール（2004年ちゃおDX冬号）
- サクラさらさら見る夢は…（2004年ちゃお4月号）
- トモダチ+（2004年ちゃおDX初夏号）
- 君の、望む世界（2004年ちゃおDX夏号）
- いじわるエブリデイ（2004年ちゃおDX秋号）
- おちこぼれのマーチ（2005年ちゃおDX春号）
- 夢々ダイアリー（2006年ちゃおDX秋号）
- キラキラキャスト（2007年ちゃおDX春号）
- 鬼ごっこは終わらない（2007年ちゃおDX夏号）